# Refugio nacional de vida silvestre Caño Negro
El Refugio Nacional de Vida Silvestre Mixto Caño Negro es un área de protección de humedales y especies silvestres, ubicado en la zona norte de Costa Rica, cercano a su frontera con Nicaragua.
Está localizado en la parte baja de la cuenca del río Frío, a 21 km al suroeste de Los Chiles y a 36 km al sureste de la comunidad de Upala. 
Conserva una de las muestras de zonas húmedas más importantes del país, Sitio RAMSAR, considerado de importancia internacional por servir de albergue a gran cantidad de especies migratorias, especies en vías de extinción y especies de importancia comercial. Cerca de 400 especies de aves se han contabilizado en el Nodo de Caño Negro, que además abarca el Corredor Biológico del Río Frío y los Humedales del Río Medio Queso.

## Características

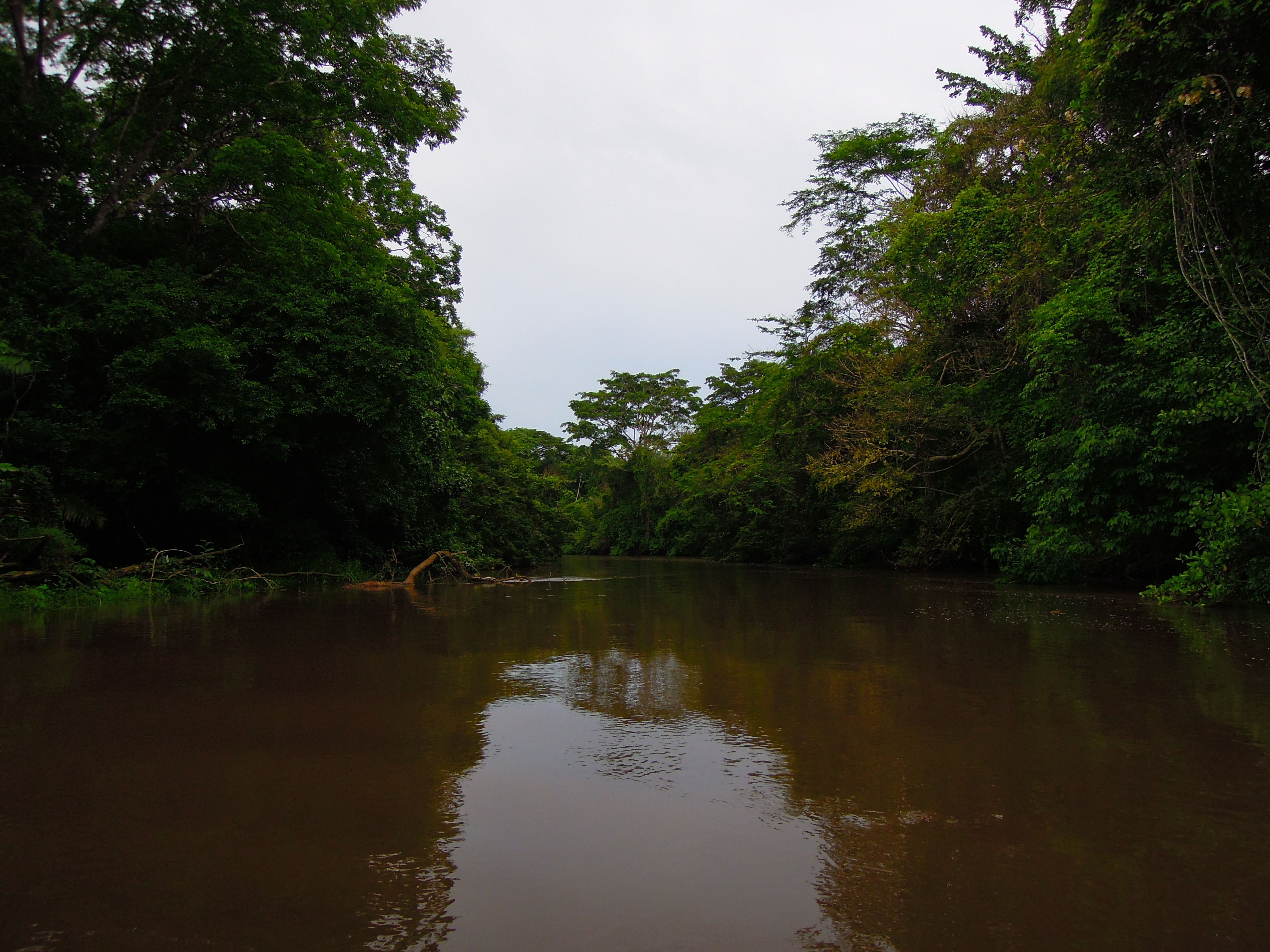
Vista del río Frío desde un bote

Caño Negro es un Refugio de Vida Silvestre Mixto con una superficie de unas 10.171 has. Fue creado por Decreto Ejecutivo n.º 15120-MAG del 20 de enero de 1984. Dentro del Sistema Nacional de Áreas de Conservación (SINAC), pertenece al Área de conservación Arenal Huetar Norte.
La cuenca hidrográfica del río Frío define su paisaje. Incluye la laguna de Caño Negro (una de las mayores del país), cuenca somera de agua dulce con una extensión de 800 ha y un desagüe de agua estancada del adyacente río Frío y su tributario el río Mónico.
Constituye una de las áreas biológicas más diversas y de vital importancia para el mantenimiento de la calidad ambiental en la zona norte del país.

## Flora y fauna

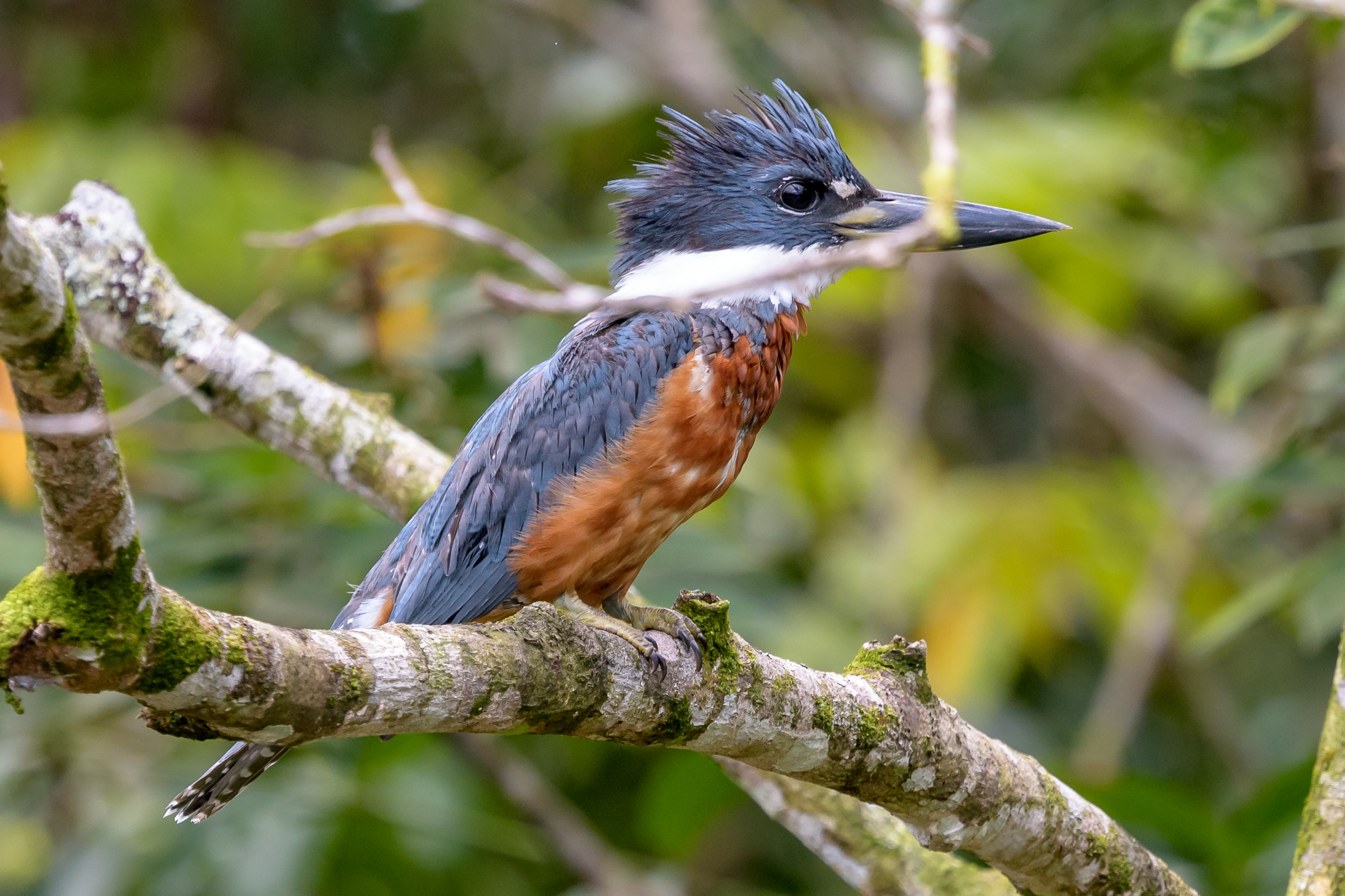
Martín pescador de collar en Caño Negro

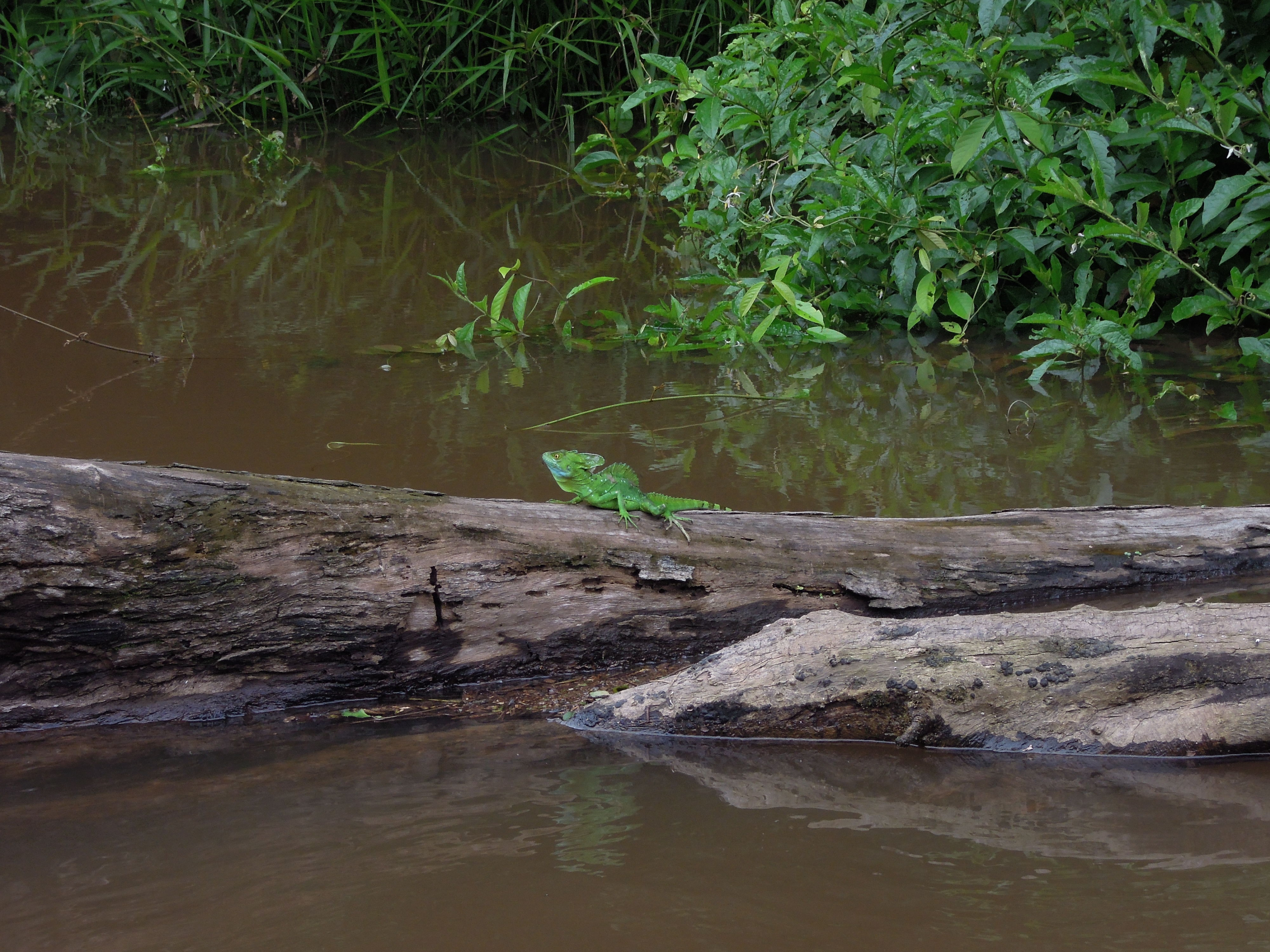
Basilisco tomando el sol en Caño Negro

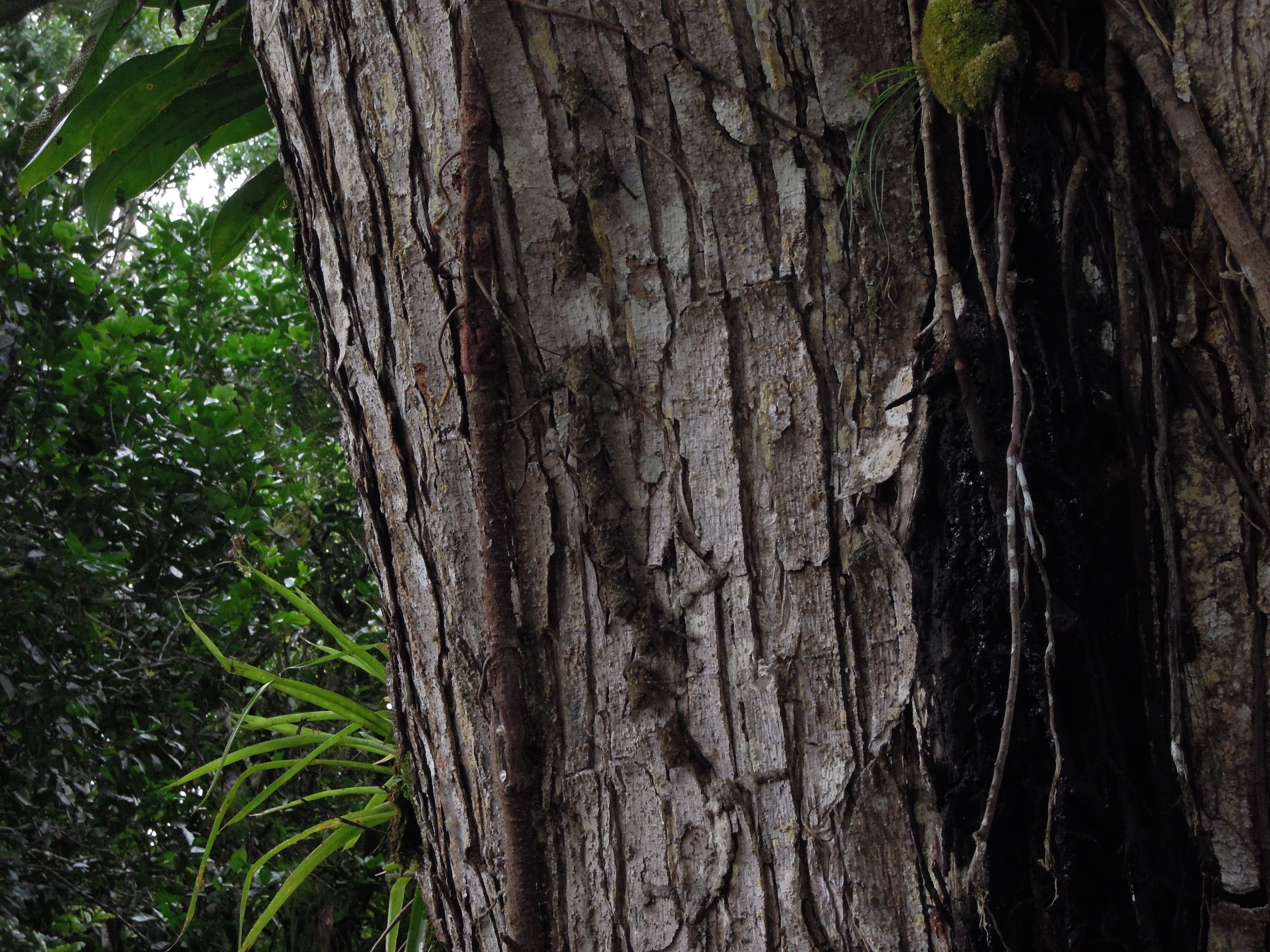
Pequeños murciélagos en la corteza de un árbol en Caño Negro

El área constituye un hábitat con gran variedad de especies de flora y fauna y comunidades naturales migratorias, muchas de ellas únicas o en peligro de extinción que hacen de ella un sitio de importancia internacional, pues constituyen, junto con las zonas húmedas al sur del Lago de Nicaragua, una de las muestras de zona húmeda más sobresalientes de Mesoamérica.
El refugio es el hogar de muchas aves acuáticas migratorias durante una parte del año, particularmente en la laguna de Caño Negro, que es alimentado por el río Frío durante la estación lluviosa. En el área del RNVSMCN existen opciones de Hospedaje, Acampada y Alimentación, así como posibilidades de explorar la zona en botes, a caballo y realizando caminatas guiadas tanto diurnas, como nocturnas. Existe un Centro de Atención de Visitantes administrado por el SINAC.
Los bosques, las praderas y pantanos de la zona, dan refugio a varias especies en peligro de extinción como pumas, jaguares, tapires y ocelotes, saínos y varias especies de monos (cariblancos, congos o aulladores y monos arañas), así como muchos otros. 
Durante la estación seca el área se reduce a pequeñas lagunas, canales y playas que dan hogar a miles de aves migratorias de muchas especies como cigüeñas, espátulas, ibis, pájaros serpiente, patos y cormoranes.

## Temporadas
De enero a marzo es lugar de paso de aves migratorias. De abril a agosto el parque se encuentra cerrado a la pesca recreativa o deportiva. Pero todo el año permanece abierto para la observación de aves, caminatas por senderos, fotografía, paseos acuáticos por el Río Frío en lanchas, kayak y canoas, senderos elevados y Torre de Observación. Puede contratar guías locales bilingües que le ayudaran a disfrutar más de la experiencia dentro del Humedal y el Refugio.